# Jerrick Reed II
Jerrick Jamal Reed II (Olive Branch, 7 agosto 2000) è un giocatore di football americano statunitense che milita nel ruolo di safety per i Seattle Seahawks della National Football League (NFL).

## Carriera universitaria
Reed iniziò la carriera nel college football giocando per una stagione per Northwest Mississippi, facendo registrare 71 tackle, 3 passaggi deviati, 2 intercetti e un sack. L'anno successivo si trasferì a New Mexico. Nella prima stagione con i Lobos disputò 10 partite come titolare con 51 placcaggi (quinto dell squadra), un intercetto, 3 tackle con perdita di yard e un passaggio deviato. L'anno seguente ebbe un primato personale di 4 intercetti in 7 partite, 5 delle quali come titolare. Inoltre fece registrare 7 passaggi deviati, venendo inserito nella formazione ideale della conference.
Reed guidò la squadra con 89 placcaggi disputando tutte le 12 partite come titolare nel 2021, oltre a 7 passaggi deviati. Nel 2022 ebbe 94 tackle in 12 gare, venendo nominato miglior giocatore della squadra.

## Carriera professionistica

### Seattle Seahawks
Reed fu scelto nel corso del sesto giro (198º assoluto) del Draft NFL 2023 dai Seattle Seahawks. Debuttò come professionista subentrando nella gara del primo turno contro i Los Angeles Rams. Nella gara della settimana 11 contro i Rams si ruppe il legamento crociato anteriore, chiudendo la sua stagione da rookie. In quel momento si trovava al terzo posto nella NFL per placcaggi negli special team. A fine stagione fu inserito nella formazione ideale dei rookie dalla Pro Football Writers of America.

## Palmarès
- PFWA All-Rookie Team - 2023